# Petar Bonačić
Petar Bonačić (Spalato, 18 febbraio 1948 – Londra, 6 ottobre 2017) è stato un calciatore jugoslavo, di ruolo difensore.

## Biografia
Nato a Spalato, anche suo fratello minore Luka è stato un calciatore dell'Hajduk Spalato.

## Carriera

### Club
Cresciuto nelle giovanili dell'Hajduk Spalato, fa il suo debutto in prima squadra il 30 maggio 1965 in occasione del match di campionato perso 2-1 contro il Vojvodina. Nel 1967 vince la prima storica Coppa di Jugoslavia dei Majstori s mora, mentre nel 1970 si accasa tra le file del Bor.

### Nazionale
Nel 1966 con la nazionale giovanile jugoslava conquista la medaglia di bronzo nell'Europeo U-18.

## Palmarès

### Club

#### Competizioni nazionali
- Coppa di Jugoslavia: 1

Hajduk Spalato: 1966-1967